# Adjungering
Adjungering eller att adjungera innebär ett tillfälligt upptagande av person som medlem i en mötesförsamling som i annat fall står utanför det formella mötet.
Oftast kan en person adjungeras med närvaro-, yttrande- eller yrkanderätt, dock endast sällan beslutanderätt, efter beslut i ordningsfråga av församlingen.